# Theodor Grill
Theodor Grill (* 15. Oktober 1902 in Ischl; † 6. August 1986 in Linz) war ein sozialdemokratischer Politiker und Linzer Bürgermeister von 1968 bis 1969.
Grill wurde als Sohn eines Postbeamten im Kurort Bad Ischl geboren. Seit seiner Jugend war er Mitglied bei den Österreichischen Kinderfreunden und in anderen sozialdemokratischen Organisationen tätig. Nach dem Bürgerkrieg 1934, in dem Grill für den sozialdemokratischen Schutzbund aktiv war, emigrierte er gemeinsam mit seiner ebenfalls politisch aktiven Ehefrau Gertrude in die Schweiz.  Während Gertrude Grill in Zürich für die Sozialistische Arbeiterinternationale im Büro angestellt war, ging Theodor Grill nach Österreich zurück. Dort war er für die Revolutionären Sozialisten illegal politisch tätig, wurde aber nach kurzer Zeit gemeinsam mit dem späteren Bundeskanzler Bruno Kreisky und anderen Revolutionären Sozialisten verhaftet. Im anschließenden Prozess wurde er wegen Hochverrats zu insgesamt eineinhalb Jahren Haft verurteilt. Nach seiner Haftentlassung und einer längeren Wartezeit auf die Ausreisebewilligung emigrierte er 1936 gemeinsam mit seiner Ehefrau über Belgien, Frankreich und Portugal in die USA.
Nach dem Krieg kam Grill 1947 aus der Emigration nach Österreich zurück und trat wieder seinen Dienst beim Linzer Magistrat an. Bis 1955 war er als Sekretär von Bürgermeister Ernst Koref tätig, woran sich die Tätigkeit als Finanzreferent anschloss. Ebenfalls ab 1955 war er Mitglied des Linzer Gemeinderates und Vizebürgermeister.
Am 17. März 1968 wählte ihn der Linzer Gemeinderat einstimmig zum Bürgermeister. Er trat noch im selben Jahr zurück, da nach dem Tod des Vizebürgermeisters Stefan Fechter eine Neuregelung der sozialdemokratischen Stadtsenatsfraktion nötig war.
Theodor Grill starb am 6. August 1986 in Linz.